# Ivo Suur
Ivo Suur, né le 16 septembre 1989, est un coureur cycliste et triathlète estonien.

## Palmarès en cyclisme

### Palmarès sur route
- 2011
  - 2e du championnat d'Estonie du contre-la-montre espoirs
  - 3e du Baltic Chain Tour
- 2013
  - 3e du championnat d'Estonie sur route
- 2016
  - 3e du championnat d'Estonie du contre-la-montre

### Classements mondiaux
| Année           | 2013 | 2014 | 2015 | 2016   | 2017   |
| --------------- | ---- | ---- | ---- | ------ | ------ |
| UCI Europe Tour | 629e |      |      | 1 088e | 1 824e |

## Palmarès en triathlon
Le tableau présente les résultats les plus significatifs (podium) obtenus sur le circuit national et international de triathlon depuis 2016.
| Année | Compétition                           | Pays    | Position          | Temps           |
| ----- | ------------------------------------- | ------- | ----------------- | --------------- |
| 2018  | Championnat d'Estonie                 | Estonie | Médaille d'argent | 1 h 53 min 26 s |
| 2016  | Championnat d'Estonie longue distance | Estonie | Médaille d'or     | 4 h 12 min 35 s |
| 2016  | Championnat d'Estonie                 | Estonie | Médaille d'argent | 1 h 57 min 4 s  |